# Thailand Open 2008
Il Thailand Open 2008 è stato un torneo di tennis giocato sul cemento indoor.  
È stata la 6ª edizione del Thailand Open,
che fa parte della categoria International Series nell'ambito dell'ATP Tour 2008.
Si è giocato all'Impact Arena di Bangkok in Thailandia,
dal 22 al 28 settembre 2008.

## Campioni

### Singolare
Jo-Wilfried Tsonga ha battuto in finale  Novak Đoković con il punteggio di 7–6(4), 6–4

### Doppio
Lukáš Dlouhý /  Leander Paes hanno battuto in finale  Scott Lipsky /  David Martin con il punteggio di 6–4, 7–6(4)